# Проня (приток Сожа)
Про́ня (бел. Про́ня) — река в Могилёвской и Витебской областях Беларуси, правый приток Сожа. Начинается возле деревни Ланенка Дубровенского района Витебской области, течёт в направлении с севера на юг и впадает в Сож на восточной окраине города Славгород.

## Происхождение названия
По М. Фасмеру, название Проня связано с чешским proný («быстрый, неукротимый»), в свою очередь, возможно, восходящему к чешскому prudký («быстрый»).
Согласно В. Н. Топорову и О. Н. Трубачёву, название реки Проня имеет балтское происхождение. Предполагается, что этот гидроним претерпел такую эволюцию: *Piren- (балтск.) — *Пьрена — *Прёна — Проня. Гидроним следует соотносить с названиями рек Перанка, Перенка, Перинка, Пирянка, которые расположены в бассейне Сожа рядом с Проней. Соответствия — литовское Pirėnai или древнепрусское Piranen, Piron.
Ранее наряду с современным гидронимом также использовалось название Пропой, также указывающее на быстроту течения. От него происходит название города Пропойск, в 1945 году переименованного в Славгород.

### Топонимические легенды
Согласно топонимической легенде, в здешних местах некогда жили девушка Бася и юноша Проня, полюбившиеся друг друга. Проня был бедняком, и поэтому родители Баси были против их свадьбы. Влюблённые решили бежать, но за ними снарядили погоню. И не сумев уйти от преследователей, молодые люди попросили богов даровать им совместное будущее. Когда отец девушки выехал на поляну, то увидел слияние двух рек, в которые превратились Бася и Проня.
Другая легенда гласит, что Проней звали цыганскую девушку, утонувшую в реке.

## Гидрография
Истоки Прони находятся на Смоленской возвышенности, возле деревни Ланенка Дубровенского района Витебской области. Река протекает по территории Оршанско-Могилёвской равнины и возле города Славгород впадает в реку Сож с правой стороны.
Длина реки составляет 172 км. Площадь водосборного бассейна — 4910 км². Расход воды в устье — в среднем 30 м³/с. Средний наклон водной поверхности — 0,5 ‰, на некоторых коротких участках — до 2—2,5 ‰.
Долина Прони — хорошо разработанная, глубоко врезанная, чашеобразная, в верховьях невыразительная. Ширина долины изменяется от 0,4-0,6 км в верхнем течении до 1-2 км в нижнем. Склоны крутые, нередко обрывистые; высота варьируется от 3 до 20 м. Ниже устья реки Бася встречаются небольшие террасы. Пойма ровная, двусторонняя, сухая, поросшая лугом. Ширина поймы — 0,25—0,5 км, в устье 0,8—1,2 км; на некоторых участках сужается до 80 м, а ниже реки Быстрая, напротив, расширяется до 3,8 км.
Берега преимущественно крутые и обрывистые, в верхнем течении низкие и заболоченные. Высота берегов составляет 1—1,5 м, однако на отдельных участках достигает 7 м. Ширина самой реки в межень составляет 15—20 м, в нижнем течении — местами до 50 м. Русло канализировано на протяжении 19 км: 15 км от истока до устья реки Пнёвка и 4 км вниз по течению от южной окраины города Горки. На остальном протяжении русло извилистое, а около Горок разделяется на несколько рукавов.
Питание смешанное, преимущественно снеговое. На период весеннего половодья в верхнем течении приходится до 74 % годового стока, в нижнем — менее 58 %. Уровень воды во время половодья повышается на 2,8—3,8 м. Пойма затапливается на 10—40 дней: на глубину 0,4 м в верхнем течении и на 1,5—2,5 м в нижнем. Летом часты паводки. Ледостав на участке от верховий до города Горки происходит в конце ноября, ниже — в первой декаде декабря. Ледоход начинается в конце марта — начале апреля.

### Бассейн реки
Основные притоки Прони: Поросица, Быстрая, Вербовка, Кошанка (слева); Голыша, Бася, Реста (справа).
В реку приходит сток из сети мелиорационных каналов.
Водосборный бассейн вытянут с севера на юг в границах Оршанско-Могилёвской равнины. Местность в значительной степени изрезана оврагами, особенно возле городов Горки и Славгород. Северная часть бассейна мелкохолмистая, южная — платоподобная с участками лёссоподобных суглинков. Густота речной сети составляет 0,47 км/км².
Бо́льшая часть территории водосбора (55 %) распахана. 22 % площади покрыто небольшими массивами лесов: смешанных елово-дубовых, хвойных, мелколиственных.

## Населённые пункты на реке
В месте впадения в Проню реки Поросицы располагается город Горки. В месте слияния с реками Быстрая и Голыша находится городской посёлок Дрибин. Возле устья расположен город Славгород.
Помимо того, возле реки располагаются сельские населённые пункты (перечислены от истока к устью):
- Витебская область: в Дубровенском районе — Ланенка и Лосевка[12].
- Могилёвская область: в Горецком районе — Радионовка, Сава, Черничный, Сеньково, Ульяшино, Попковка, Шеворовка, Тушково, Азаровичи, Малая Королевка, Большая Королевка, Кузовино, Ревячино[12][13][14]; в Дрибинском районе — Старокожевка, Прибужье Старое, Головичи[14]; в Чаусском районе — Будино, Скварск, Прилёповка, Путьки, Старосёлы, Ключ, Загоренка, Высокое, Петуховка, Дужевка[15][16][17]; в Славгородском районе — Новая Слобода[бел.] и Завод Вировая[бел.][18].

## Исторические сведения

### До XX века
Первые свидетельства появления людей в долине Прони появились во времена мезолита. По берегам реки присутствуют также стоянки времён бронзового века и курганные могильники. Во второй половине I тысячелетия Проня стала местом расселения славянского племени радимичей. Неподалёку от деревень Радомля, Высокое (обе — Чаусский район) и Сеньково (Шумилинский район), а также на территории городского парка Славгорода расположены средневековые городища.
Во время Северной войны в междуречье Прони и Сожа произошла битва при Лесной, состоявшаяся 28 сентября 1708 года. Пётр I назвал её «матерью Полтавской победы».
Во время Отечественной войны 1812 года французские войска дважды форсировали Проню: по дороге на Москву и во время отступления. Отступавшая наполеоновская армия переходила реку возле деревни Головичи.

### Во время Великой Отечественной войны
Во время Великой Отечественной войны немецкие войска вышли к реке уже в середине июля 1941 года. При обороне автодорожного моста через Проню в Пропойске погибла стрелковая рота 107-го полка 55-й стрелковой дивизии.
12—13 октября 1943 года в верховьях Прони и Мереи на территории Горецкого района состоялась битва под Ленино — первый бой 1-й Варшавской пехотной дивизии имени Тадеуша Костюшко.
С октября 1943 по июнь 1944 года по Проне проходил один из участков фронта. Потери советских войск только на территории Чаусского района составили более 16 тысяч человек.
Форсирование Прони завершилось освобождением города Чаусы 25 июня 1944 года. В операции участвовали 10-я, 49-я и 50-я армии, а также 15 стрелковых соединений и приданные им артиллерийские, танковые, авиационные и сапёрные части. В честь одержанной победы в Москве был дан салют в 20 залпов из 224 орудий.

## Туризм
На протяжении почти всей длины, за исключением 30-километрового участка после деревни Ревячино, Проня пригодна для сплава. В населённых пунктах, расположенных на реке и на небольшом расстоянии от неё, располагаются различные памятники истории и культуры.

## Экологическая обстановка
Низовья реки на территории Славгородского района включены в перечень рыболовных угодий фонда запаса, где действуют ограничения по способам лова рыбы.
Очистные сооружения, расположенные в районе города Горки, находятся в неудовлетворительном состоянии. Вследствие этого в реку иногда сливаются неочищенные сточные воды, что приводит к массовой гибели рыбы. В 2005 году Государственная инспекция охраны животного и растительного мира при Президенте Республики Беларусь подала в Хозяйственный суд Могилёвской области иск к коммунальным службам Горок по причине ущерба, нанесённого рыбным запасам реки Проня. Иск был полностью удовлетворён решением суда от 20 декабря. В 2011 году случился сброс сточных вод совхоза-комбината «Горки», повлёкший за собой загрязнение реки на протяжении почти 15 км.